# Aston Martin Bulldog
La Aston Martin Bulldog è un'automobile prodotta nel 1979 dalla casa automobilistica inglese Aston Martin. Originariamente, la produzione era stata fissata tra i 12 e i 25 esemplari, ma ne è stato realizzato solamente uno.

## Contesto
Il nome in codice del progetto era DP K9.01, il quale traeva spunto da un personaggio della serie televisiva Doctor Who. L'automobile venne assemblata nel Regno Unito, tuttavia il lato di guida è a sinistra. Ha una lunghezza di 4,75 metri e un'altezza di 1,1; presenta un design squadrato trapezoidale, fari a scomparsa e porte ad ala di gabbiano. Gli interni dell'automobile sono caratterizzati da strumentazione digitale e da uno schermo per la vista posteriore montato sul cruscotto.
La Aston Martin Bulldog è alimentata da un motore 5,3 litri biturbo V8 che eroga una potenza di 600 cavalli e una spinta di 678 newton metri. La velocità massima registrata è di 307 km/h.
Dopo aver terminato il programma di sviluppo, la Aston Martin vendette nel 1984 l'unico esemplare prodotto al miglior offerente al prezzo di 130 000 sterline. L'automobile ha subito inoltre alcuni cambiamenti cromatici: il colore della carrozzeria è stato modificato dall'originale argento al verde e gli interni sono stati modificati dal marrone scuro al beige. Nel 2012 la Aston Martin Bulldog è stata nuovamente venduta al prezzo decuplicato di 1 300 000 sterline.